# جنکینز
یک نرم‌افزار متن‌باز اتوماسیون سرور است که با جاوا نوشته شده است. جنکینز بستری را آماده می‌کند که به کمک آن می‌توان قسمت‌هایی از پروسه تولید نرم‌افزار که نیاز به دخالت نیروی انسانی ندارد را با استفاده از پروسه یکپارچه‌سازی مداوم و تسهیل جنبه‌های فنی تحویل پیوسته نرم‌افزار خودکارسازی کرد. جنکینز یک بستر بنا شده بر خدمات سروری است که بر روی کانتینرهای سرورلتی مانند آپاچی تامکت اجرا می‌شود. این نرم‌افزار از کنترل نسخه‌‌های ‌گیت، اکورو اس‌سی‌ام، سابورژن، مرکوریال، پرفورس، سیستم نسخه‌های همروند، کلیرکیز و آرتی‌سی پشتیبانی می‌کند و توانایی اجرا در چارچوب‌های آپاچی انت، آپاچی ماون و پروژهای قدرت گرفته از اس‌بی‌تی را به خوبی اجرای کدهای شل و بچ فایل‌های ویندوز دارد. سازنده جنکینز کوسوکه کاواگوچی است و با مجوز آزاد پروانه ام‌آی‌تی منتشر می‌شود.
در جنکینز بیلدها می‌توانند به روش‌های مختلفی ایجاد شوند برای مثال زمانی که یک کامیت در کنترل نسخه انجام می‌شود، یا زمانی که یک بیلد توسط سیستم‌های شبه-کرون جاب فراخوانی می‌شوند. همچنین فرایند اجرای یک بیلد می‌تواند با پایان فرایند یک بیلد دیگر در صف انتظار بیلدها اتفاق افتد. قابلیت‌های جنکیز به کمک افزایه‌ها بسیار بیشتر می‌شود.
پروژه جنکینز در ابتدا هادسون نامگذاری شد اما پس از مشاجره با اوراکل تغییر نام یافت. این شرکت انشعابی از پروژه ساخته بود و مدعی حقوقی نام این پروژه با نام هادسون شد، این توسعه انشعاب داده شده توسط اوراکل تا زمانی که به بنیاد ایکیلیپس اهدا شد همچنان توسعه داده می‌شد. اما در حال حاضر هادسون دیگر توسعه داده نمی‌شود و در فوریه سال ۲۰۱۷ این انشعاب منسوخ شد.

## پیشینه
جنکینز در ابتدا با عنوان پروژه هادسون توسعه داده شد و ایجاد هادسون به تابستان سال ۲۰۰۴ در شرکت سان مایکروسیستمز باز می‌گردد که اولین نسخه آن در فوریه ۲۰۰۵ بر بستر جاوا دات نت منتشر شد.
در حوالی سال ۲۰۰۷ هودسون به عنوان یک جایگزین بهتر به جای کروزکنترل و سایر نرم‌افزارهای متن‌باز بیلدسرورها شناخته می‌شد. و در کنفرانس جاوا وان در سال ۲۰۰۸ موفق به کسب جایزه منتخب دوک این جشنواره در دسته راه‌حل‌های توسعه‌دهندگان شد.
طی نوامبر سال ۲۰۱۰ یک مسئله در انجمن هادسون در رابطه با زیر ساخت‌های مورد استفاده هادسون به وجود آمد که سوالاتی شامل نظارت و کنترل اوراکل بر این نرم‌افزار را در برمی‌گرفت و با وجود مذاکراتی که میان عمده مشارکت‌کنندگان و اوراکل صورت گرفت و همچنین با وجوه و نقاط مشترک زیادی که بر سر نماد بازرگانی «هادسون» وجود داشت ولی در دسامبر ۲۰۱۰ اوراکل مدعی حقوق نام هادسون و اجرای نماد بازرگانی آن شد که در واکنش به این اقدام اوراکل، در ۱۱ ژانویه ۲۰۱۱ فراخوانی برای تغییر نام از «هادسون» به «جنکینز» صورت گرفت که این پیشنهاد در ۲۹ ژانویه ۲۰۱۱ با تایید حداکثری انجمن به ایجاد پروژه «جنکینز» منجر شد.
در ۱ فوریه ۲۰۱۱ اوراکل اعلام کرد که در نظر دارد که پروژه هادسون را توسعه دهد و جنکینز را تنها یک انشعاب نه یک تغییر نام معرفی کرد، اگرچه هادسون و جنکنیز به عنوان دو پروژه مسقل ادامه یافتند که هر کدام دیگری را انشعاب از خود می‌دانند. در ژوئن ۲۰۱۹ صفحه تشکل جنکینز در گیت‌هاب ۶۶۷ عضویت پروژه و در حدود ۲۲۰۰ مخرن همگانی داشت در مقایسه با هادسون که تنها دارای ۲۸ عضو و ۲۰ مخزن همگانی بود که آخرین آنها در سال ۲۰۱۶ به روز رسانی شده بود.
در سال ۲۰۱۱، کوسوکه کاواگوچی، خالق جنکینز برنده جایزه متن‌باز اوریلی برای کارهایش در دو پروژه هادسون و جنکینز شد.
در ۲۰ آوریل ۲۰۱۶ نسخه ۲ جنکنیز با فعال بودن افزونه پایپلاین به صورت پیش‌فرض عرضه شد. این افزونه امکان نوشتن دستورالعمل‌های ساخت بیلد را بوسیله کدهای گرووی می‌داد.
در ۸ فوریه ۲۰۱۷ در اکلیپس جنکینز جایگزین هادسون شد.
در مارس ۲۰۱۸ پروژه نرم‌افزاری جنکینز ایکس برای کوبرنیتیز به صورت رسمی با پشتیبانی از چندین ارائه‌دهنده ابری شامل آمازون ای‌کی‌اس ارائه شد.